# Chaetopteryx rugulosa
Chaetopteryx rugulosa är en nattsländeart som beskrevs av Friedrich Anton Kolenati 1848. Chaetopteryx rugulosa ingår i släktet Chaetopteryx och familjen husmasknattsländor. Inga underarter finns listade i Catalogue of Life.